# Турчянске Клячани
Турчянске Клячани (словац. Turčianske Kľačany) — село, громада округу Мартін, Жилінський край, регіон Турєц. Кадастрова площа громади — 12,21 км².
Населення 982 особи (станом на 31 грудня 2018 року).

## Історія
Турчянске Клячани згадуються 1374 року.

## Географія
Протікає Клячанський потік

## Населення
| Рік:            | 1994. | 2004.   | 2014.    | 2024.    |
| --------------- | ----- | ------- | -------- | -------- |
| Кількість осіб: | 809   | 842     | 933      | 1053     |
| Різниця:        |       | +4,07 % | +10,80 % | +12,86 % |

| Рік:            | 2023. | 2024.   |
| --------------- | ----- | ------- |
| Кількість осіб: | 1049  | 1053    |
| Різниця:        |       | +0,38 % |